# Ґао Вей
Ґао Вей (кит.: 高緯; піньїнь: Gāo Wěi; 29 травня 557–577) — п'ятий імператор Північної Ці з Північних династій.

## Життєпис
Був сином і спадкоємцем Ґао Чжаня. 565 року батько передав йому престол. За його правління імперська адміністрація занурилась у суцільну корупцію та марнотратство. 572 року, після вбивства за наказом Ґао Вея генерала Хулюй Ґуана, військова міць Північної Ці остаточно зійшла нанівець. 576 року держава зазнала масштабного нападу з боку імператора Північної Чжоу Юйвень Юня, що завершився розгромом війська Північної Ці.
Після цього Ґао Вей, який формально передав трон своєму сину Ґао Хену, намагався втекти до держави Чень, але був захоплений і за рік страчений імператором Північної Чжоу. Того ж року було знищено більшість членів родини Ґао.

## Девізи правління
- Тяньтун (天統) 565—569
- Упін (武平) 570—576
- Лунхуа (隆化) 576